# Приклонский, Сергей Алексеевич
Сергей Алексеевич Приклонский (25 сентября (7 октября) 1846, Москва, Российская империя — 21 октября (2 ноября) 1886, там же) — русский публицист.

## Биография
Родился 25 сентября (7 октября) 1846 года в Москве в семье священника протоиерея Приклонского Алексея Тимофеевича(1817-1898) и Марии Васильевы(1826-?) . В детстве проживал в доме отца священника на Ваганьковском кладбище, на месте этого дома теперь находиться колумбарий. Имел брата Василия (протоиерей). 
В 1864 году с фамилией Приклонский окончил Вифанскую духовную семинарию и поступил на юридический факультет Московского университета.
По окончании университета 14 июля 1869 года был определён во Владимирское губернское правление исправляющим должность делопроизводителя губернской чертёжной; 11 февраля 1870 года перемещён исправляющим должность делопроизводителя врачебного отделения правления.
Вызван по собственному желанию на службу в Олонецкую губернию в Петрозаводск, за что получил пособие и двойные прогоны; 31 августа 1870 года назначен младшим помощником правителя канцелярии олонецкого губернатора, а 21 октября 1870 года — исправляющим должность делопроизводителя попечительства детских приютов.
С 5 января 1871 года ему было поручено цензурирование газеты «Олонецкие губернские ведомости» на время отсутствия цензора; с 25 ноября 1871 года — коллежский регистратор. С 23 декабря 1871 года — старший чиновник особых поручений при олонецком губернаторе. В 1871 году, с 27 февраля по 15 апреля, он также исполнял секретное поручение олонецкого губернатора по городу Петрозаводску.
С мая 1872 года — докладчик уголовных дел, представляемых на ревизию олонецкого губернатора. С 27 мая по 28 июня 1872 года находился в Повенце, для проведения следствия по делу о неправильных действиях по службе помощника повенецкого уездного исправника; исполнял также и другие секретные поручения, в том числе по раскрытию злоупотреблений в сфере лесного хозяйства Олонецкой губернии.
С мая 1873 года принял в управление канцелярию олонецкого губернатора, с 23 марта 1874 года назначен её правителем; с 30 января 1875 года — губернский секретарь и 24 июня 1875 года был пожалован орденом Св. Станислава 3-й степени; с 7 ноября 1877 года — коллежский секретарь.
Благодаря его действиям, государственные крестьяне губернии, при составлении владенных записей, получили 15—18 десятинный надел.
23 мая 1879 года уволен от службы в отставку за близкое общение с политссыльными (П. Заичневским, Фридровским, Сильчевским, Вершининым), по распоряжению министра внутренних дел от 22 июня 1879 г. за ним был установлен секретный надзор. Проживал в Москве.
После выхода в отставку продолжил заниматься литературной деятельностью, которую начал в 1872 году, разместив свою статью «Общественные питейные заведения» в «Отечественных записках». Печатался в «Русских ведомостях» (под псевдонимом Лонский), «Земстве», «Русской мысли», «Неделе», «Деле», «Северном вестнике», освещая вопросы народной жизни и быта на Севере.
Скоропостижно скончался 21 октября (2 ноября) 1886 года в Москве (село Черкизово). Похоронен на Ваганьковском кладбище. 